# 日本における国旗国歌問題
日本における国旗国歌問題について説明する。

日本国旗

現在、国旗国歌法（1999年8月13日法律第127号）の規定によって、日本国政府が公式に、日本国の国旗は「日章旗」（日の丸）であり、国歌は「君が代」であると指定している。

## 君が代の現状
君が代は、国旗国歌法によって、公式に日本国の国歌となっている。法制定以前にも、1974年（昭和49年）12月に実施された内閣府・政府広報室の世論調査において、対象者の76.6%が「君が代は日本の国歌（国の歌）としてふさわしい」と回答する一方で、「ふさわしくない」と回答したのは9.5%だった。君が代が日本の国歌にふさわしいという世論調査の一方で、君が代の歌詞への反対意見はしばしば取り上げられる。

### 意見の対立
前掲のとおり、君が代が日本の国歌にふさわしいという世論調査の一方で、君が代の歌詞への反対意見はしばしば取り上げられる。主に日本教職員組合や傘下の教職員労働組合による、教育現場での「君が代伴奏」「君が代斉唱」反対運動も存在する。主な肯定的/否定的意見には以下のようなものがある。
肯定的意見
- 事実上の国歌として歌われてきた明治以来の伝統を重視すべき
- 政治的背景とは無関係に日本的な曲であって、国歌に最もふさわしい
- 国民は愛国心を持つことが望ましく、「君が代」を歌うことで、その意識を高めることができる
- 歴史的に「君が代」は、国家平安を祈願する歌であり、そもそもの歌詞の意味合いが「祝福を受ける人の寿命」を歌う和歌であり、政治的意図は後付けである。

否定的意見
- 大日本帝国時代の国歌であり、歌詞は天皇崇拝の意味合いが強い。
- （「天皇の治世」という意味の国歌は）天皇が絶対的権力者だった大日本帝国憲法には相応と言えても、主権在民の日本国憲法にはふさわしくない。

### 著名人の意見
- 1999年（平成11年）に石原慎太郎は「日の丸は好きだけれど、君が代って歌は嫌いなんだ、個人的には。歌詞だって、あれは一種の滅私奉公みたいな内容だ。新しい国歌を作ったらいいじゃないか」と答えている[2]。
- 1999年（平成11年）に菅直人は「厚生大臣を務めていたときは終戦の日の戦没者慰霊式や、日本青年会議所のセレモニーに招かれたときにも歌った。」と、歌うことについては肯定的な一方で、君が代そのものに対しては「もう少し明るい歌でもいい。歌詞も（解釈が）わかりにくい部分があり、1回議論してみるのは良いことだと思う」と述べた[3]。
- 2004年（平成16年）、東京・元赤坂の赤坂御苑で28日に開催された秋の園遊会で、当時の天皇（現在の上皇）が招待者の一人・米長邦雄との会話の中で、学校現場での日の丸掲揚と君が代斉唱について「強制になるということでないことが望ましいですね」と発言した[4]。

### 国際スポーツ競技
国際競技大会やオリンピックの表彰式・FIFAワールドカップの試合前などで、国旗掲揚・国歌斉唱が厳粛に行われている。しかし、国歌斉唱をしない選手への対処が問題になっている。
君が代に関しては、例えばサッカー日本代表の試合前の吹奏（または独唱・斉唱）時には、ユニフォームの胸に手を当てながら君が代を歌う選手の姿が見受けられる。その他の競技でも、国歌吹奏等の際に特段の混乱は生じていない。
ちなみに、テレビキャスターの鳥越俊太郎は2014年8月21～24日に開催された水泳のパンパシフィック大会の中継を見て、“前奏付き”の君が代に強い違和感を感じたという。
2016年7月3日に開かれたリオデジャネイロ五輪の日本代表選手団の壮行会で2020年東京五輪・パラリンピック組織委員会の森喜朗会長（当時）が来賓挨拶の中で、直前の国歌独唱で日本人選手団が斉唱しなかったことに対して「国歌を歌えないような選手は日本の代表ではない」と発言し話題となった。

### 放送局での君が代の演奏
1951年（昭和26年）9月に日本国との平和条約（サンフランシスコ講和条約）が成立し正式に日本が独立国に復帰して以降、日本放送協会（NHK）のラジオ放送で連日放送終了後にオーケストラによる「君が代」の演奏が始まった。テレビではNHKが開局した1953年（昭和28年）2月の時点ではなかったが、同年9月からやはり放送終了時に演奏されるようになった。
しかし、近年になりNHKが24時間放送を積極的に行うようになったため、現在は毎日の録音演奏はNHKラジオ第2放送とNHK教育テレビ(現NHK Eテレ)それぞれの終了時のみで流れる。ただしNHK Eテレは24時間放送を行っていた2000年（平成12年）から2006年（平成18年）4月までは放送休止を行う時（毎月第2・4・5週の日曜深夜の放送終了時とそれが明けた月曜5時前）に流れていた。NHK総合テレビでは各放送局の減力放送・放送休止明け（歌詞についてはテロップ表示される局とされない局がある）に流れる（放送局管内の一部地域での休止の場合は流れないこともある）。
また民放のニッポン放送でも以前は毎日演奏（ジャンクション）を放送していたが、1998年（平成10年）4月より毎週月曜日の放送開始時と土曜日の5時前に限って放送している。以前はAFNでも毎日0時のニュース明けに、FNN/FNS・NNN/NNS系列のテレビ大分とFNN/FNS系列のテレビ熊本でも放送開始・終了時に日章旗の映像と共に、それぞれ演奏されていた。なおAFNでは君が代に引き続いてアメリカ国歌も演奏されていた。
スカパー!767chや219chでの自主放送や、217chで間借り放送をしていた頃の日本文化チャンネル桜でも、1日の放送開始時と終了時に、日章旗の映像と共に「君が代」の演奏を放送していた。
フジテレビで放送された世界フィギュア選手権の女子フリーで2007年（平成19年）・2008年（平成20年）・2010年（平成22年）と日本人選手が優勝したにもかかわらず、国旗（日章旗）掲揚及び国歌（君が代）演奏・斉唱がカットされた一方、2009年（平成21年）に韓国人の選手が優勝した際に韓国の国旗掲揚・国歌斉唱が放送され、放送局の姿勢と合わせて批判されたこともある。

### 教育現場
「君が代」の教育現場での扱いについては一部で議論になることが多いテーマである。
1998年（平成10年）頃から教育現場において、文部省の指導で日章旗（日の丸）の掲揚と同時に「君が代」の斉唱の通達が強化される。日本教職員組合などの反対派は、日本国憲法が保障する思想・良心の自由に反するとして、旗の掲揚並びに「君が代」斉唱は行わないと主張した。1999年（平成11年）には、広島県立世羅高等学校で卒業式当日に校長が自殺し、「君が代」斉唱や日章旗掲揚の文部省通達と、それに反対する現場の日教組教職員との板挟みになっていたことが一因であった。
これを一つのきっかけとして「国旗及び国歌に関する法律」が成立、日本国政府は「国旗国歌の強制にはならない」としたが、日教組側は実際には法を根拠とした強制が教育現場でされていると指摘、斉唱・掲揚を推進する教育行政並びに、これを支持する保守派との対立は続いてきた。
教育委員会から職務命令が発せられていること自体は事実で、職務命令の服従を拒否した結果懲戒処分を受け、懲戒処分の取消を求める行政訴訟も頻発している。しかし近年、国民の大多数に受け入れられている現実から、日教組の姿勢も軟化し、入学式や卒業式での国旗掲揚国歌斉唱の実施率は上昇している。
日教組は、「日の丸・君が代」を拒否しているが、「君が代」に代わる新しい国歌の制定を主張していない。ただし、独自に新たな「国民歌」を公募したことがある。

#### 君が代に代わる国歌制定運動
第二次世界大戦後の1950年代初頭、「君が代」に代わる新たな「国民歌」を作ろうと、日本教職員組合と壽屋（現：サントリー）がそれぞれ募集し、別々に「新国民歌」を選定し公表した。日本教職員組合が「緑の山河」、壽屋が「われら愛す」という楽曲をそれぞれ選出したが、その後、これらの曲は、いずれも定着までには至らなかった。

#### 起立斉唱問題
「新学習指導要領 第6章 第3の3」を法的根拠として、国歌斉唱時に起立するよう指導するかしばしば問題になっている。ただし学習指導要領自体は法律ではなく「告示」という形式であり、どの程度の法的拘束力があるのかまでは判断されていない。
2007年（平成19年）2月27日の最高裁判決（日野「君が代」伴奏拒否訴訟）、2011年（平成23年）5月30日の最高裁第2小法廷判決（須藤正彦裁判長）、2011年（平成23年）6月6日の最高裁第1小法廷判決（白木勇裁判長）
、2011年（平成23年）6月14日の最高裁第3小法廷判決（田原睦夫裁判長）、2011年（平成23年）6月21日の最高裁第3小法廷判決（大谷剛彦裁判長）
のいずれも「校長の職務命令は思想及び良心の自由を保障した憲法19条に違反しない」と合憲の判断を下し、最高裁の全小法廷が合憲で一致した。「思想・良心の自由の間接的な制約となる面がある」と認定する一方、命令が教育上の行事にふさわしい秩序を確保し、式典の円滑な進行を図るという目的から「制約には必要性、合理性がある」とし、起立・斉唱の職務命令の正当性を幅広く認めた。読売新聞は「教育現場における「憲法論争」は決着した」と報道した。朝日新聞は一部裁判官の補足意見（少数意見）を紹介。「処分を伴う強制は教育現場を萎縮させるので、できる限り謙抑的であるべきだ」（須藤正彦裁判官）、「司法が決着させることが、必ずしもこの問題を解決に導くことになるとはいえない。国旗・国歌が強制的にではなく、自発的な敬愛の対象となるような環境を整えることが何よりも重要だ」（千葉勝美裁判官）など。朝日新聞は「（合憲で決着の）司法判断だけに頼らない議論が求められる」と報道した。

##### 最高裁判決への識者の評価
- 西原博史・早稲田大学教授
  - 判決は起立命令が思想・良心の自由に対する制約となり、合理性・必要性がなければ許されないことを明らかにした。そこが不明確だったピアノ伴奏判決よりも理論的には進化したが、どんな合理性・必要性があったのかは必ずしも明らかではない。「公務員として生徒に模範を示すべきだ」と判決が指摘したことは、生徒ら一般国民に起立義務が及ばないと考える根拠にはなる。だが、この命令が、上への忠誠よりも個人の信条が優先すると教えようとする教師を排除する「踏み絵」だった事実は最高裁に伝わっていない[14]。
- 奥平康弘・東京大学名誉教授
  - 3人の補足意見を見ると「起立命令の合憲性はぎりぎりだ」という悲鳴が聞こえてくるようだ。結論はピアノ訴訟と同じだが、裁判官たちの判断の経緯に苦労がうかがえ、実質的に違憲判決に近くなった印象を受ける[15]。
- 石井昌浩・教育評論家、元国立市教育長
  - 1審判決は、ひとたび少数派が「内心の自由が侵された」と叫べばどんな主張もまかり通るようなおかしな内容だった。国旗・国歌をめぐる訴訟では原告教師らがメディアに出ては、行政当局や校長がはじめから教員を処分する悪意を持っていたかのように断罪をする。しかし、実態はそうではない。はじめにあったのは国旗と国歌に対する彼らの執拗かつ陰湿な妨害行為であって、これを正すために職務命令が持ち出されたにすぎない。教育基本法改正で法的に問題は決着しており、後は学校現場が学びにふさわしい環境と秩序を取り戻すことだ[16]。
- 百地章・日本大学教授
  - 妥当な判決。学習指導要領に基づいて生徒を指導すべき教師が職務命令に違反した以上、厳しい処分はやむを得ない。この判決で、国歌斉唱時の起立を巡る混乱が収束することを期待する[15]。

##### 大阪府・大阪市における条例
橋下徹の地域政党『大阪維新の会』の主導により、大阪府と大阪市で公立小中高校の教職員を対象に斉唱時に起立することを義務付けする国旗国歌条例が成立した。

### 国旗国歌についての議論
国旗国歌を擁護する意見は、主に保守派から主張されることが多い。しかし、論者によってニュアンスの違う意見がいくつかある。例えば、明治以来の伝統を重視しているもので、戦後も広く国民の間に親しまれ定着しているという意見などがある。
一方で網野善彦は著書の中で、戦後神国思想を排除したはずの日本が神武天皇の即位の日という架空の日を「建国」の日と定めたことから、基本的に戦前の日の丸、君が代と変わらないと批判している。また、そうしたそもそも「日本」とはという議論がなされる前に政府与党が法案を押し通したことを批判している。
サッカーのFIFAワールドカップやオリンピックなど、国際競技大会での『君が代』演奏の機会があるスポーツ分野では、日本を代表するスポーツ選手と自国への応援として自発的に日章旗（日の丸）が振られ、勝利の感慨の中で『君が代』が歌われる光景は古くから見られる。中日新聞は国旗・国歌への態度は、市民の基本的な権利や自由であり、ソビエト連邦も保障していた権利であるとして国旗・国歌は必要ないという考えに対する批判を行っている。

## 公立学校と国旗国歌について
国歌（君が代）の「起立・斉唱」に関連した最高裁判所判決すべて「校長の職務命令は思想及び良心の自由を保障した憲法19条に違反しない（合憲）」という判断を示した。また、「起立・斉唱」命令や「起立」命令は「思想及び良心の自由を間接的に制約したとしても合憲」という命令の正当性が幅広く認められた。最高裁の全小法廷が合憲で一致。職務命令違反による処分の基準に関しては、戒告処分は裁量権の範囲内で妥当とするものの、それより重い減給や停職に関しては慎重な扱いを求めた。

### 職務命令と関連判決

#### 確定判決
平成19年2月27日最高裁判所判決

東京都日野市の市立小学校の入学式で1999年4月に国歌（君が代）のピアノ伴奏するようもとめる職務命令を拒否した音楽教師が、それを理由とする戒告処分が違法であり取り消すように東京都教育委員会を訴えた裁判の判決が、2007年2月27日に最高裁第3小法廷で下された。それによると、「校長の職務命令は思想及び良心の自由を保障した憲法19条に違反しない」、その職務命令は「特定の思想を持つことを強制したり、特定の思想の有無を告白することを強要したりするものではなく、児童に一方的な思想を教え込むことを強制することにもならない」とされ、教師側の敗訴が確定した。
平成23年5月30日最高裁判所判決
東京都立高校の卒業式で、国歌（君が代）斉唱時の起立を命じた校長の職務命令が「思想・良心の自由」を保障した憲法19条に違反しないかが争点となった訴訟の上告審判決。最高裁第2小法廷が「憲法に違反しない（合憲）」と判断し、教師側の敗訴が確定した。「起立」を命じた職務命令について最高裁が初めての合憲判断。また、「都が戒告処分を理由に再雇用拒否したのは裁量権の範囲内」とした二審・東京高裁判決を支持、損害賠償請求も棄却し、原告全面敗訴となった。
- 国歌斉唱の起立命令に対する合憲判断としては初
- 卒業式などでの国歌斉唱の起立は「慣例上の儀礼的な所作」と定義した
- 起立を命じた職務命令は「個人の歴史観や世界観を否定しない。特定の思想の強制や禁止、告白の強要ともいえず、思想、良心を直ちに制約するものとは認められない」と指摘

平成23年6月6日最高裁判所判決
公立学校の卒業式などで国歌（君が代）斉唱時に教諭を起立させる校長の職務命令をめぐる訴訟の上告審判決。最高裁第1小法廷は、「思想・良心の自由」を保障した憲法19条には違反しない（合憲）との判断を示した。そのうえで、損害賠償などを求めた元教職員らの上告を棄却。元教職員側の敗訴が確定した。5月30日の最高裁判決に続く「起立」に関する合憲判断。
平成23年6月14日最高裁判所判決
学校行事で教職員に国旗（日の丸）へ向かって起立し、国歌（君が代）を斉唱するよう指示した校長の職務命令が、憲法19条の保障する思想・良心の自由に反し違憲かどうかが争われた訴訟の上告審判決。最高裁第3小法廷は、「思想・良心の自由」を保障した憲法19条には違反しない（合憲）との判断を示した。そのうえで、戒告処分取り消しなどを求めた現・元教職員らの上告を棄却。現・元教職員側の敗訴が確定した。第1、第2小法廷も既に合憲の判決を出しており、最高裁の全小法廷が合憲で一致した。
平成23年6月21日最高裁判所判決
入学式などで国歌（君が代）斉唱時に起立しなかったとして戒告処分を受けた広島県立高校の教職員と遺族ら45人が、県教委に「命令は違憲で処分は懲戒権の逸脱、乱用だ」として処分取り消しを求めた訴訟の上告審判決で、最高裁第3小法廷は21日、請求を退けた一、二審判決を支持したうえ、「起立命令は合憲」と判断、上告を棄却。教職員らの全面敗訴が確定した。東京都以外の件では初めての最高裁判決であり、『国旗及び国歌に関する法律』制定のきっかけとなった1999年（平成11年）の「広島県立世羅高校校長自殺事件」から12年目の年に、その広島県の件で最高裁が「起立命令は合憲」という判断を示した意味は大きい。
最高裁判所 平成23年6月21日決定
式典で国旗に向かって起立し、国歌斉唱を強制されるのは思想、良心の自由を侵害しているとして、神奈川県立高などの教職員ら130人が県を相手取り、起立斉唱の義務がないことの確認を求めた訴訟で、最高裁第3小法廷は上告を退ける決定をした。「訴え自体に理由がない」と却下した2審東京高裁判決が確定した。
平成23年7月4日最高裁判所判決
卒業式で国歌（君が代）斉唱時に起立を命じた校長の職務命令をめぐる2件の訴訟で、最高裁第二小法廷は4日、「命令は思想・良心の自由を保障した憲法に違反しない（合憲）」との判断を示し、再雇用不合格や戒告処分の取り消しを求めていた東京都内にある学校の教諭らの上告を棄却する判決を言い渡した。先行した4件の最高裁判決と同じ判断で、同種の訴訟での敗訴確定は5、6例目となる。この日の判決も、職務命令について間接的に思想と良心の自由の制約になり得るものの、「教育上の行事を円滑に進行する命令の目的や内容などを総合的に比較すれば、制約を許容できる必要性、合理性がある」と過去の判決を踏襲した。判決は4人の裁判官全員一致の意見。
平成23年7月7日最高裁判所判決
平成16年3月、東京都立板橋高校の卒業式で、国歌斉唱の命令に反対し、保護者に不起立を呼びかけて式典を妨害したとして、威力業務妨害罪に問われた元同校教諭、藤田勝久被告（70）の上告審判決で、最高裁第1小法廷は7日、被告側の上告を棄却した。罰金20万円とした1審東京地裁、2審東京高裁判決が確定する。5人の裁判官全員一致の結論。同小法廷は「表現の自由は重要な権利として尊重されるべきだが、憲法も絶対無制限には保障しておらず、公共の福祉のため必要、合理的な制限は認められる」と指摘。その上で「被告の行為は、静穏な雰囲気の中で執り行われるべき卒業式の円滑な遂行に看過し得ない支障を生じさせ、社会通念上許されない」とした。
平成23年7月14日最高裁判所判決
卒業式などで国歌（君が代）斉唱時に起立を命じた校長の職務命令をめぐり、東京都と北九州市の教職員らが起こした3件の訴訟の上告審判決で、最高裁第一小法廷は14日、いずれも「職務命令は思想・良心の自由を保障した憲法に違反しない（合憲）」との判断を示した。先行した6件の最高裁判決と同様の判断で、教職員らの上告を棄却した。教諭側の敗訴が確定したのは計9件となった。定年後の再雇用を取り消されたり、戒告などの処分を受けた教職員らが地位確認や処分の取り消し、慰謝料の支払いなどを求めていたものの、それらをすべて棄却する教職員らの全面敗訴。
平成24年1月16日最高裁判所判決
入学式や卒業式で国旗（日の丸）に向かって起立して国歌（君が代）を斉唱しなかったため懲戒処分を受けた東京都立学校の教職員が処分取り消しを求めた3件の訴訟の上告審判決で、最高裁第1小法廷（金築誠志裁判長）は16日、「職務命令違反に対し、学校の規律や秩序保持の見地から重すぎない範囲で懲戒処分をすることは裁量権の範囲内」との初判断を示し、1度の不起立行為であっても戒告処分は妥当とした。一方、不起立を繰り返して処分が重くなる点は「給与など直接の不利益が及ぶ減給や停職には、過去の処分歴や態度から慎重な考慮が必要」と判断。戒告を取り消した2件の2審判決を破棄して教職員の逆転敗訴とする一方、停職となった教職員2人の内1人の処分を重すぎるとして取り消した（もう1人に関しては過去の処分歴などから取り消しを認めなかった）。最高裁は今回初めて曖昧だった処分の基準を明確にした。
本件に関しては、元教諭が「精神的苦痛を受けた」として損害賠償を求めた訴訟でも、2013年7月12日、最高裁は都に慰謝料30万円の支払いを命じた東京高裁判決を支持し、東京都の賠償責任を認めた。
平成23年1月28日東京高等裁判所判決
東京都教育委員会（都教委）は平成15年10月、「卒業式での国旗掲揚及び国歌斉唱に関する職務命令」として、「国旗は壇上向かって左側に掲げる」「式次第に国歌斉唱の題目を入れる」「国歌はピアノ伴奏をし、教職員は起立して国旗に向かって起立し斉唱する」などという項目を作成し、違反した場合は服務上の責任を問われるという、「国旗掲揚・国歌斉唱の義務」を各都立高校に通達した。だが、職務命令に従わない教職員がいたことから、都教委は従わなかった教職員に対し処分を行った。
処分された教職員のうち401人は、「国歌斉唱の起立・強制は、憲法で保障された思想及び良心の自由を犯している」として、都と都教委を相手取り、平成16年1月から順次「強制される必要はないことの確認」と「処分を撤回する」ことを求め東京地方裁判所に提訴した。平成18年9月21日にでた東京地裁判決では、教職員1人につき3万円の慰謝料支払いを都に命じた。
この判決を不服として都教委は平成18年9月29日、東京高等裁判所に控訴した。控訴審判決が平成23年1月28日に東京高裁であり、一審・東京地裁判決を全面的に取り消し、教職員ら原告側逆転敗訴の判決を言い渡した。
- 国旗の掲揚や国歌の斉唱は、従来、全国の公立高校の式典で広く実施されている。入学式などの出席者にとって、通常想定されかつ期待されるものである。
- スポーツ観戦では自国ないし他国の国旗掲揚や国歌斉唱に、観衆が起立することは一般的である。教職員らが日の丸に向かって起立し、君が代を歌ったとしても、特定の思想を持っていることを外に向けて表明することにはならず、思想・良心の自由を侵害したとはいえない。
- 式典の国旗掲揚、国歌斉唱を指導すると定めた学習指導要領に基づいている。一方的な観念を子供に植え付ける教育を強制するものではない。
- 教職員は全体の奉仕者である地方公務員であり、法令等や上司の職務命令に従わなければいけない立場である。
- 一律に起立、斉唱するよう求めた都教育長通達には合理性があり、教育基本法が禁じる『不当な支配』にも当たらないとして、入学式や卒業式で日の丸に向かって起立し、君が代を斉唱するよう義務付けた東京都教育委員会の通達は合憲と判断した。逆転敗訴に対し原告側は上告。

平成24年2月9日、最高裁は控訴を棄却した。

### 各界の反応

#### 明仁天皇(当時)
将棋棋士の米長邦雄は東京都教育委員会委員だった平成16年秋の園遊会に招待された際、天皇に対し「日本中の学校において国旗を掲げ国歌を斉唱させることが、私の仕事でございます。」と発言した。米長のこの発言に対し、天皇は「やはり、強制になるということでないことが望ましいですね。」と述べた。
記者会見で「昨年の秋には天皇陛下ご自身が国歌斉唱と国旗掲揚についてご発言を述べられました。学校でこれらのことを強制的にさせることはどうお考えでしょうか」という質問に対し、「世界の国々が国旗、国歌を持っており、国旗、国歌を重んじることを学校で教えることは大切なことだと思います。国旗、国歌は国を象徴するものと考えられ、それらに対する国民の気持ちが大事にされなければなりません。オリンピックでは優勝選手が日章旗を持ってウィニングランをする姿が見られます。選手の喜びの表情の中には、強制された姿はありません。国旗、国歌については、国民一人一人の中で考えられていくことが望ましいと考えます」と応えている。

#### その他著名人など
平成18年9月21日の地裁判決について、原告側は「画期的な判決」と評価した。一方、東京都知事の石原慎太郎は「この裁判官は教育現場を何にも分かっていない」と批判した。また、東京都議会議員の土屋敬之（当時民主党）は、10月24日に判決を言い渡した裁判官の罷免を求める集会を主宰した。
平成19年2月20日、日本弁護士連合会は平成15年10月の都教委の通達に基づく処分取り消しと、“教職員に一定の思想を強制するもので憲法違反”としてその都教委の通達廃止を求める「警告」を教育委員会に対し行った。
国旗・国歌法の制定時に内閣官房長官を務めていた野中広務は「「起立せなんだら処罰する」なんてやり方は権力者のおごり。教職員を処分してまで従わせようというのは、国旗・国歌法の制定に尽力した者として残念です」と述べている。
オーストラリア国立大学名誉教授で北朝鮮の核開発を支持していることでも知られるガヴァン・マコーマックは、2007(平成19)年の著作の中で、近年の「日の丸・君が代」に関連する改正を、憲法の「思想及び良心の自由」「信教の自由」や、国連の子どもの権利条約第14条第1項の「締約国は、思想、良心及び宗教の自由についての児童の権利を尊重する」という規定などと相容れない、と批判している。